# Jim Lewis (Fußballspieler, 1927)
James Leonard „Jim“ Lewis (* 26. Juni 1927 in Hackney; † 21. November 2011 in Kelvedon Hatch) war ein englischer Fußballspieler. Obwohl der Stürmer während seiner Sportlerkarriere stets Amateur gewesen war, gehörte er zur Meistermannschaft des Profiklubs FC Chelsea, der in der Saison 1954/55 die englische Meisterschaft gewann. Dazu lief er 49 Mal für die englische Amateurauswahl auf und nahm 1952, 1956 und 1960 an drei Olympischen Spielen teil.

## Sportlicher Werdegang
Kurz nach dem Ende des Zweiten Weltkriegs schloss sich Lewis dem Amateurklub Walthamstow Avenue an. Dort spielte er in einer Mannschaft mit seinem Vater (Jim senior), der insgesamt in diversen Funktionen 36 Jahre in dem Verein verbrachte. Jim junior stand für Walthamstow später zweimal im Endspiel des FA Amateur Cups und errang sowohl 1952 als auch 1961 die Trophäe. Dazu trat er in beiden Finalpartien als Torschütze in Erscheinung und sein Treffer im 1961er Endspiel war sein 50. Saisontor. Er war auch Teil der Mannschaft, die in der Saison 1952/53 im FA Cup den großen Favoriten Manchester United mit einem 1:1 in Old Trafford in ein Wiederholungsspiel zwang. Hier sorgte Lewis ebenfalls für das Tor und hätte in der Nachspielzeit bei einem Pfostentreffer die Sensation fast besiegelt. In der zweiten Partie unterlag er mit seinen Mannen zwar mit 2:5, aber auch hier hatte er die beiden Tore geschossen, wodurch er sich in den Fokus von einigen Profiklubs katapultierte.
Es war schließlich Ted Drake als Trainer des FC Chelsea, der ihn im September 1952 verpflichtete. Lewis verbrachte insgesamt sechs Jahre bei den „Blues“ und dabei gelangen ihm 38 Tore in 90 Ligapartien. Dazu gewann er in der Saison 1954/55 die englische Meisterschaft – hier traf er sechsmal in 17 Begegnungen. Ein weiteres Highlight war seine 1958er Endspielteilnahme im europäischen Messepokal mit einer Londoner Auswahl in Barcelona, wobei diese mit 0:6 im Rückspiel deftig verloren ging. Im selben Jahr kehrte er zu Walthamstow Avenue zurück und blieb dort noch weitere zehn Jahre aktiv. Er blieb weiterhin Amateur und ging seinem Beruf als Verkäufer nach.

## Titel/Auszeichnungen
- Englische Meisterschaft (1): 1955
- FA Amateur Cup (2): 1952, 1961